# Bobby Hackett
Bobby Hackett (n. 15 august 1959, Yonkers, New York, SUA) este un înotător ce a reprezentat Statele Unite ale Americii, medaliat olimpic. A participat la o ediție a Jocurilor Olimpice (1976) în care a câștigat două medalii de argint.